# Ирек-Тан
 Ирек-Тан — деревня в Тукаевском районе Татарстана. Входит в состав Староабдуловского сельского поселения.

## География
Находится в северо-восточной части Татарстана на расстоянии приблизительно 17 км на юг-юго-восток от районного центра города Набережные Челны.

## История
Основана в 1930-х годах.

## Население
Постоянных жителей было: в 1938—183, в 1949—168, в 1958—161, в 1970—167, в 1979—133, в 1989 — 84, 71 в 2002 году (татары 97 %), 83 в 2010.